# Warsaw Spire

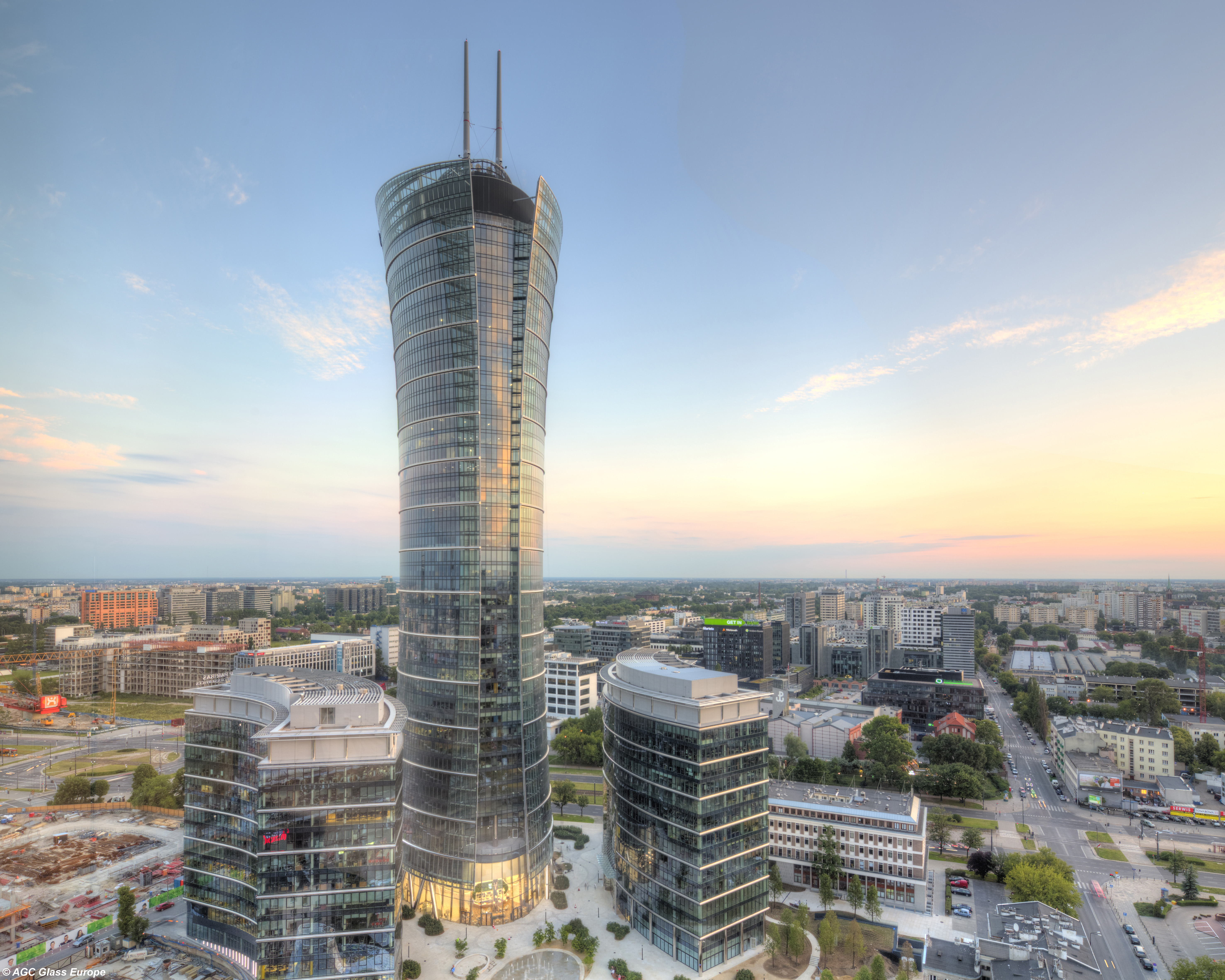
Warsaw Spire (2016)

Warsaw Spire ist ein im Mai 2016 fertiggestelltes Immobilienprojekt in Warschau. Das Bürogebäude wurde ab Juni 2011 an der ulica Towarowa im Stadtdistrikt Wola errichtet. Das Hochhaus ist das dritthöchste Gebäude und das zweithöchste Bürogebäude in Polen, nachdem der Varso Tower 2022 fertiggestellt wurde. 

## Geschichte
Auf dem Gelände befand sich ursprünglich ein Gebäudekomplex der Bellona S.A. (Wydawnictwo Bellona), eines auf militärische Literatur spezialisierten Buch- und Zeitschriftenverlages mit Druckerei, der sich in Staatsbesitz befand. Wegen hoher Schulden stand der Verlag mit seinen Immobilien seit Jahren zum Verkauf. Eastern Europe, eine Tochtergesellschaft der belgischen Immobilienentwicklungsgesellschaft Ghelamco, erhielt nach langwierigen Verhandlungen vom polnischen Ministerium für Staatsvermögen den Zuschlag. Am 31. Mai 2011 wurde der Vertrag – gemeinsam mit einer von Mitarbeitern des Verlages gegründeten Gesellschaft (Dom Wydawniczy Bellona Spółka Pracownicza S.A.) – unterschrieben. Der Wert des Vertrages wurde mit 47 Millionen Złoty beziffert. Der Verlag soll nach Willen des neuen Eigentümers weitergeführt werden; die Weiterführung ist auch eine Bedingung des Vertrages. Ghelamco erklärte, dass die Verwendung des Grundstückes zur Errichtung eines Neubaus das wesentliche Ziel der Transaktion gewesen sei. Kurz nach Vertragsunterzeichnung wurde ein Großteil der Bellona-Gebäude abgerissen und mit den Arbeiten zum Neubau begonnen. Die Kosten des Projektes werden auf rund 250 Millionen Euro geschätzt.
Ein Teil des alten Bellona-Gebäudeensembles wurde erhalten. Es soll saniert und in Zukunft als Bürogebäude genutzt werden. Dieses Gebäude steht nach Angaben des Immobilienentwicklers zwar nicht unter Denkmalschutz, wird aber vom städtischen Denkmalschutzamt als behaltenswert eingestuft. 2011 wurde Warsaw Spire mit dem ersten Platz des Eurobuild Awards 2011 in der Kategorie der anspruchsvollsten Architekturprojekte des Jahres (Wybitny Projekt Architektoniczny Roku w Polsce) ausgezeichnet.

## Architektur
Die neu entstandene Gebäudegruppe besteht aus drei Teilen. Ein 220 Meter hoher Turm wird von zwei je 55 Meter hohen Gebäuden eingerahmt. Insgesamt entstand so eine zu nutzende Fläche von rund 100.000 Quadratmetern, die neben Büros auch Dienstleistungs- und Handelsflächen enthält. Ein umgebender Patiobereich von 4.000 Quadratmetern wird Grünflächen, Wasserspielanlagen und Restaurants beinhalten. Die Architektur der Anlage stammt von dem belgischen Büro Jaspers & Eyers Partners.
Das Hochhaus hat eine auffallende Silhouette. Auf ovalem Grundriss stehend, erhält es eine taillierte (zusätzliche) Glasaußenfassade, die wie ein Mantel wirkt. Zur ulica Towarowa ist diese Glasfassade geöffnet, nach oben kragt sie großzügig über das Kerngebäude aus.
Der Kernbau ist 188 Meter hoch und erreicht mit dem aufgesetzten, namensgebenden „Spire“ eine Gesamthöhe von 220 Metern. In diesem Gebäude entstehen so rund 60.000 Quadratmeter Nutzfläche. Die beidseitig sich halb bogenförmig um das Kerngebäude schließenden Nebengebäude bieten je etwa 20.000 Quadratmeter Nutzfläche. Die auf fünf Kellergeschosse verteilte Parkgarage ist für 1.200 Autos ausgelegt. Der Bauplan sieht vor, die Kellergeschosse im Schlitzwandverfahren zu errichten. Noch nie zuvor wurde in Polen bis zu einer solchen Tiefe (55 Meter) nach diesem Verfahren gebaut. Für den Tiefbau ist das Unternehmen Soletanche zuständig. Das Gebäude soll die höchsten Anforderungen an einen ökologischen und energieoptimierten Betrieb erfüllen.
Das Hochhaus ist 12 Meter höher als das bislang höchste Bürogebäude Warschaus, der unmittelbar benachbarte Warsaw Trade Tower. Damit wird Warsaw Spire auch zum höchsten Bürogebäude des Landes.
In Zukunft ist die Errichtung eines zweiten Hochhauses auf dem Gelände geplant. Das 160 Meter hohe, etwas weiter nordöstlich stehende Apartmenthaus soll den Namen Chopin Tower erhalten. Rund 100 Meter ostwärts des Warsaw Spire befindet sich seit dem Jahr 2007 das Warschauer Hilton Hotel.
Erster Mieter im Warsaw Spire B wurde mit 14.600 Quadratmeter die EU-Grenzschutzagentur Frontex.